# Asahi Yada
Asahi Yada (矢田 旭, Yada Asahi) est un footballeur japonais né le 2 avril 1991. Il évolue au poste de milieu offensif.

## Biographie
Il joue 69 matchs en première division japonaise avec le club du Nagoya Grampus, marquant deux buts.